# Ординський Борис Іванович
Борис Іванович Ординський (22  серпня (3 вересня) 1823, Волинська губернія — 30  травня (11 червня) 1861, Москва) — російський філолог-класик; перекладач з грецької мови.

## Біографія
Народився в сім'ї тульського дворянина, військового лікаря Івана Михайловича Ординського.
Навчався в Ярославській і Тульській гімназіях; після закінчення історико-філологічного відділення філософського факультету Московського університету в 1845 році був призначений викладачем грецької мови в Ярославську гімназію. Не маючи в Ярославлі можливості продовжувати занять за своєю спеціальністю, Б. І. Ординський подав клопотання про переведення і незабаром був направлений в 3-ю Московську гімназію, де викладав, поки не було скорочено кількість уроків грецької мови — до січня 1852 року. Тоді ж він замислився про службу при університеті і про здобуття наукового ступеня; за сприяння М. П. Погодіна йому вдалося влаштуватися в грудні 1853 року в Казанському університеті на посаді ад'юнкта з латинської словесності. Незабаром за дисертацію «Про поезію Арістотеля» Ординський був удостоєний ступеня магістра; в березні 1857 року йому було доручено читання лекцій з грецької словесності.
Наприкінці 1860 року Б. I. Ординський залишив службу в Казанському університеті, але вже навесні 1861 року радою університету його було обрано екстраординарним професором на кафедру римської словесності. Отримав запрошення на ту ж кафедру і від Харківського університету, але 30 травня 1861 помер.
Журнальну полеміку викликав його переклад «Іліади» (пісні I—XII), виконаний прозою, простою мовою.

## Праці
- Первоначальное руководство к этимологии греческого языка, составленное Б. Ордынским. — М.: Унив. тип., 1853. — 32 с.: черт.
- Про поезії / Тв. Арістотеля; Пер., викл. і поясн. Б. Ординський. — М.: тип. В. Готьє, 1854. — [2], VI, 134, [1] с.
- Адамантіос Корай: Просвітитель нових греків / Тв. Філеллена [псевд.] — М.: тип. Олександра Семена, 1857. — [2], 64 с.
- Звірення граматики простонародної новогрецької мови з граматикою мови давньогрецької. — Казань: тип. Ун-ту, 1858. — 136 с., 4 л. табл.